# Anomis bicolor
Anomis bicolor är en fjärilsart som beskrevs av Louis Beethoven Prout 1922. Anomis bicolor ingår i släktet Anomis och familjen nattflyn. Inga underarter finns listade i Catalogue of Life.